# Reino chimú
El Reino Chimú  o Reino Chimor(también llamado curacazgo Chimú) fue un estado andino precolombino que se estableció en las costas del actual Perú, tras el decaimiento del Imperio wari, entre los departamentos de Tumbes y Lima, siendo su capital Chan Chan. El reino se desarrolló entre los años 1000 y 1470 d. C., periodo denominado Intermedio Tardío. Se le denomina Imperio chimú a partir de las conquistas de Minchançaman.[cita requerida] Fue el reino costeño más próspero y poderoso de la América precolombina. 
Los chimúes se destacaron en el plano urbanístico gracias a sus formidables construcciones. Muestra de ello son Chan Chan y la fortaleza de Paramonga, entre otras. Así también se destacaron en metalurgia, en los que utilizaron una diversidad de técnicas y metales para su elaboración; y en textilería (tejidos de algodón, lana de llama, alpaca y vicuña).

## Historia

### Origen
El reino chimú comenzó siendo uno más de los estados que surgieron tras la caída del Imperio wari, según la leyenda de Tacaynamo (fundador mítico de los chimúes) arribó a la costa del valle de Moche con su séquito en flota de balsas, su procedencia es desconocida, y adoptó el nombre de Gran Chimú.

### Expansión
Los sucesores del mítico fundador chimú, Tacaynamo se apoderaron los valles adyacentes a Chan Chan, posteriormente fueron controlando paulatinamente a los demás señoríos y curacazgos tanto del norte y del sur de sus fronteras. En su avance hacia el norte conquistó al reino sicán y por sur fue anexando diversos señoríos de la costa ancashina y parte de la costa norte limeña en los que figuraba la cultura chancay. A mediados de la segunda mitad del siglo XV, cuando gobernaba Minchan Çaman y cuando el reino se expandía hacia el sur, chocaron con los incas al mando de Túpac Yupanqui que avanzaban hacia el norte. 

Minchan Çaman había engrandecido al estado chimú al punto de convertirlo en un auténtico imperio, por lo que según muchas fuentes presentaría una feroz resistencia (vale la pena mencionar que otras fuentes hablan de una conquista pacífica). De igual manera, el territorio chimú quedaría sometido al naciente Imperio incaico y Minchan Çaman fue trasladado a la capital incaica, Cuzco, hecho que puso fin al periodo autónomo de los señores chimúes. 

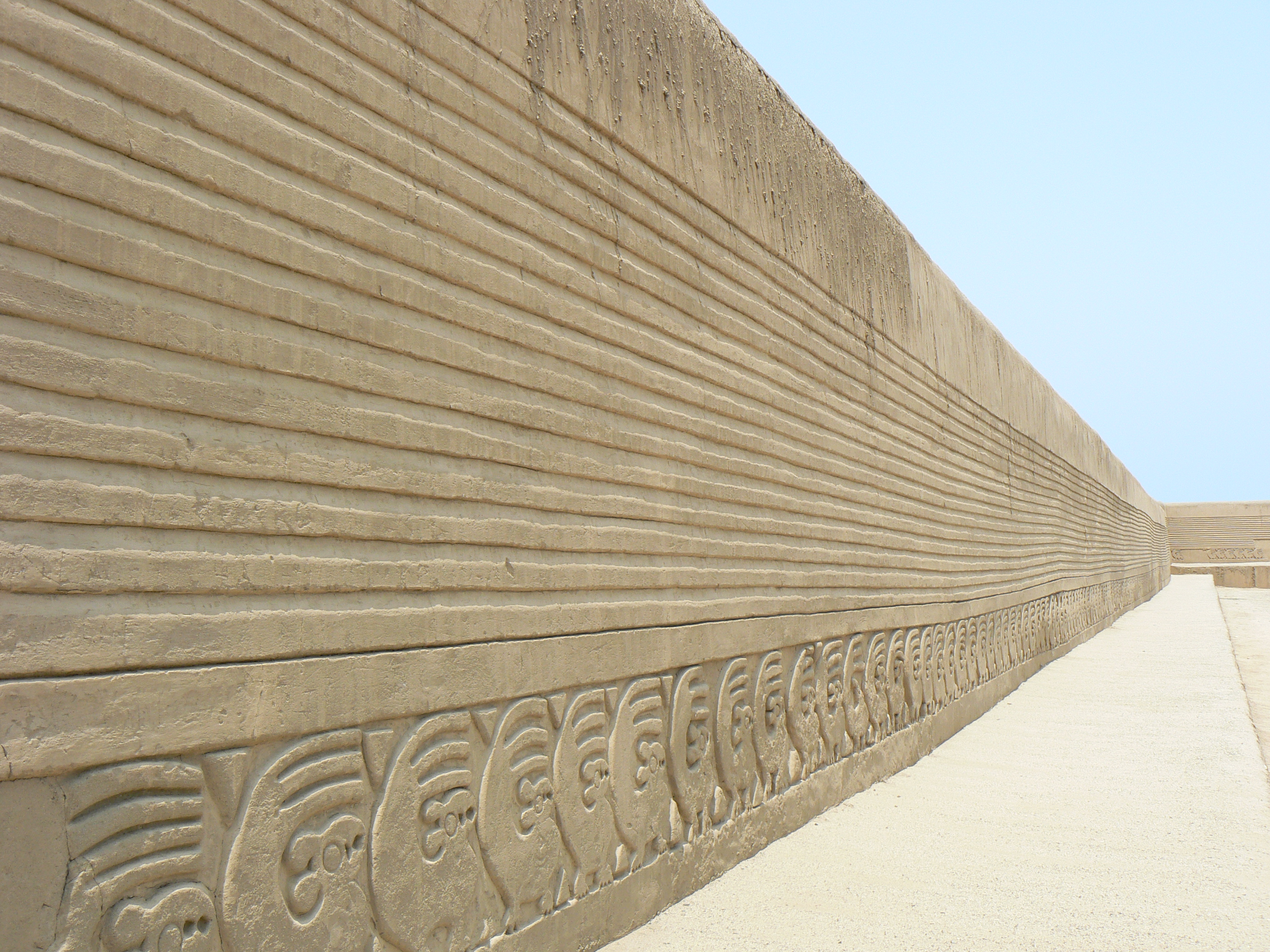
Vista de uno de los muros de Chan Chan, la capital del reino chimú.

Hay distintas teorías concernientes a la expansión del Imperio chimú, propuestas por distintos investigadores a lo largo del tiempo. Algunas de las propuestas más destacadas son:
- Cronología de J. Topic
  1. Consolidación del control chimú sobre el valle de Moche interior y central (900–1000/1050 d. C.)
  2. Expansión norte al valle del Jequetepeque y sur hasta el valle del Santa (1130-1200 d. C.)
  3. Expansión norte, desde Jequetepeque hasta Tumbes, y sur, desde Santa al Chillón (1300–1400 d. C.)
- Cronología de J. Rowe
  1. Desde el norte del valle de Moche al valle de Jequetepeque y por el sur hasta el valle del Santa
  2. Expansión norte desde Jequetepeque a Tumbes y expansión sur desde el Santa al Chillón

- Cronología de Mackey y Klymyshyn
  1. Expansión norte desde el valle de Moche al valle de Jequetepeque y sur hasta el valle del Santa
  2. Expansión norte desde Jequetepeque a Tumbes
  3. Expansión sur del Santa al Chillón
- Cronología de Jerry D. Moore con C.J Mackey
  1. Consolidación del control sobre los valles de Moche-Chicama-Virú (900-1200 d. C.)
  2. Expansión norte al valle de Jequetepeque (1320 d. C.)
  3. Expansión al valle de Casma (1350 d. C.)
  4. Expansión norte desde Jequetepeque al valle de La Leche (1360-1400 d. C.)
  5. Influencia a Tumbes (algún tiempo antes de 1450 d.c)
  6. Expansión sur de Casma a Chillón incierta

### Conquista incaica

Humedal en Chan Chan, el cual sirvió a manera de jardín ceremonial.

En el libro VI de los Comentarios reales de los incas, del Inca Garcilaso de la Vega, se narra la conquista incaica del reino Chimú (Capítulo XXXII: «Van a conquistar al rey Chimú, y la guerra cruel que se hacen» y Capítulo XXXIII: «Penitencia y aflicciones del Gran Chimú, y como se rinde este».)
Garcilaso sitúa esta conquista bajo el reinado del inca Pachacútec, con quien empezó la expansión imperial incaica. Las fuerzas incas estuvieron comandadas por el príncipe Inca Yupanqui y contaron con el apoyo de los yungas de Chuquimancu y Cuismancu (reyezuelos de los valles del actual departamento de Lima), antiguos enemigos de los chimúes. La guerra fue larga y sangrienta. Con grandes esfuerzos los incas avanzaron por Parmunca (Paramonga) y Santa, y no pudiendo doblegar la resistencia del enemigo, el príncipe inca pidió más refuerzos, que le llegaron en número de 20.000 soldados. El Gran Chimú (Minchan Çaman), viendo que era imposible resistir más y presionado por sus propios súbditos, se rindió, sometiéndose en vasallaje a los incas. Cuenta Garcilaso que en memoria de esta conquista, los incas elevaron la fortaleza de Paramonga (aunque esta es en realidad pre-inca).
La conquista inca debió ocurrir hacia 1470. Los incas trasladaron al Cuzco los tesoros del Gran Chimú así como a los reputados orfebres chimúes, para que adornaran el Coricancha o Templo del Sol.

### Durante el Incanato
La sucesión del territorio gobernado por Minchan Çaman durante la época del Tahuantinsuyo, lo tuvo el hijo de Minchan Çaman y Chanquirguanguan, señora del valle de Huaura, Chumun Caur, fue puesto en su lugar y se casó con una hija de Pachacútec. Minchan Çaman fue llevado a la capital y casado con otra noble inca. El nuevo gobernante chimú gobernó con apoyo de Querrotumi, lugarteniente de su padre durante la guerra, quien se sublevaría en 1475 pero sería vencido y se suicidaría en el cerro Campana.
Chumun Caur tuvo un hijo llamado Huamán Chumo, quien le sucedió en el cargo. A su vez, este sería sucedido por su propio hijo, Ancocoyuch. Durante su mandato, los territorios antiguamente sujetos al Reino chimú entrarían en un proceso de divisionismos e independencias regionales, hecho que los incas consintieron al suponer una total desarticulación política que imposibilitaría eventuales rebeliones de gran calibre. De esta forma, los nuevos mandatarios «chimúes» gobernarían sobre poco más que el propio valle de Chimor (valle de Moche).
Tras la muerte de Ancocoyuch a manos de las tropas de Atahualpa por ser partidario de Huáscar en el contexto de la guerra civil incaica, fue puesto en su lugar Chequen, pero este pereció en la emboscada de Cajamarca.

### Llegada de los españoles
A la llegada de los conquistadores españoles, el gobernante chimú era Caja Cimcim, hermano de Ancocoyuch. Este se convirtió al cristianismo y tomó por nombre Martín. Tras su muerte, fue enterrado en la iglesia Santa Ana de Trujillo. Sin embargo, los nativos raptaron su cuerpo para proceder a sepultarlo según sus propias tradiciones fúnebres ancestrales. Se desconoce el punto exacto de este evento.     
El último curaca del valle de Moche documentado, descendiente de los antiguos chimúes, sería don Antonio Chayguar (quien gobernaría durante los inicios del siglo XVII).

## Organización territorial

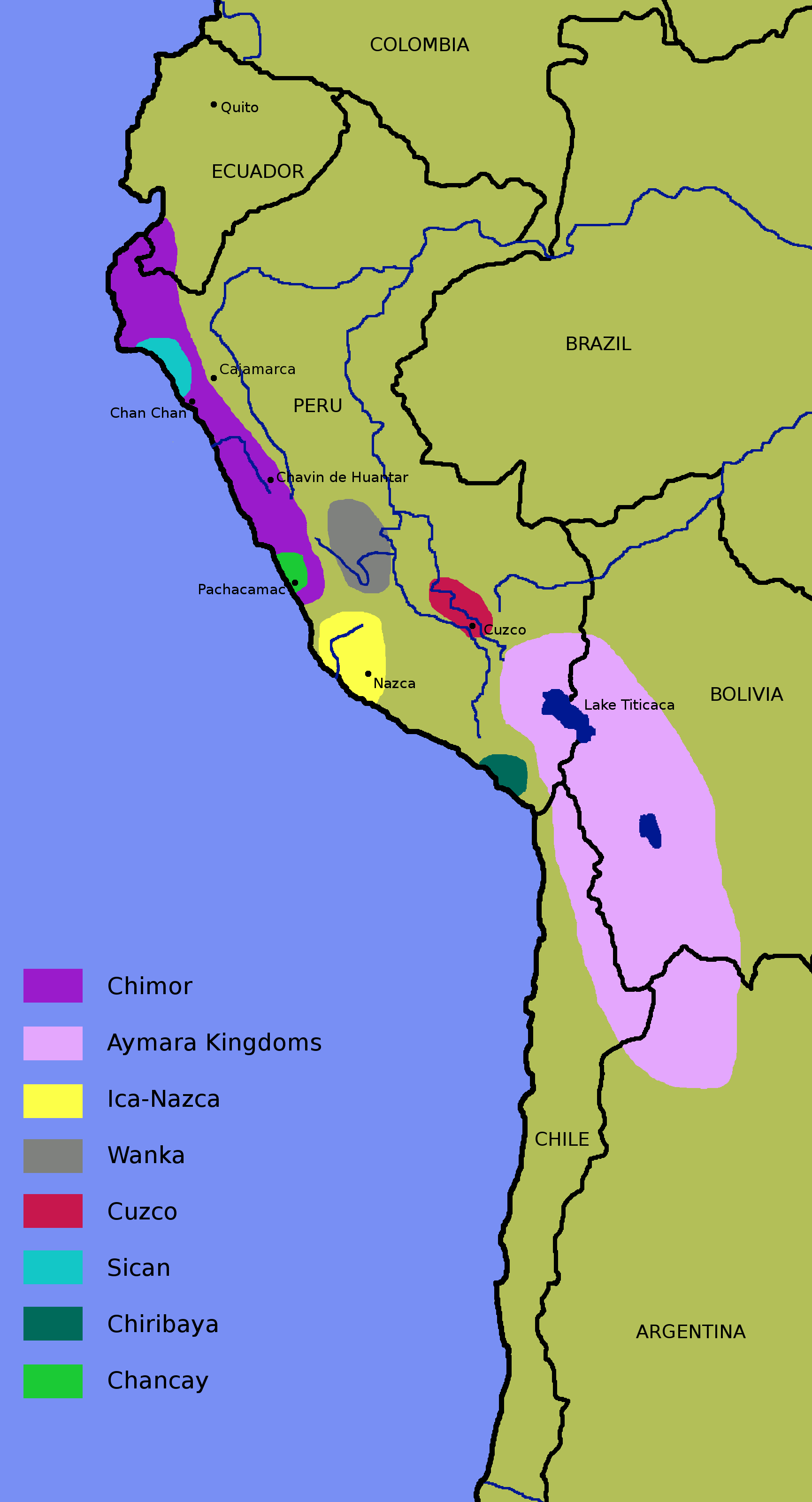
Expansión del reino chimú (morado) durante el Intermedio Tardío.

El reino chimú se desarrolló en la franja costeña norte del actual Perú, entre el océano Pacífico y las estribaciones occidentales de los Andes, en territorios donde siglos atrás existieron los moches y los lambayeques. Al igual que los moches, los chimú se desarrollaron en el valle del río Moche (al norte de Lima), al noreste de Huarmey acabando en Trujillo central, en el departamento de La Libertad. Limitaba por el sur con Carabayllo (Lima) y por el norte con el río Tumbes, esta región posee un conjunto de valles y tierras fértiles irrigados por los ríos que descienden desde las altas cumbres andinas. Aunque las condiciones climáticas en ciertas temporadas son muy drásticas, especialmente con la llegada del fenómeno de El Niño. La capital del reino, Chan Chan, contó con una extensión de 22 kilómetros cuadrados, ubicada próxima al mar, a una altitud media de 34 m s. n. m., en el valle del río Moche antiguamente denominado valle de Chimo, hoy valle de Moche, cerca de la actual ciudad de Trujillo, a 550 km al norte de Lima. Fue la capital, centro del poder político, económico, religioso y cultural está considerada como una de las urbes de adobe más grandes del mundo.
Entre las principales ciudadelas tenemos:
- Farfán. Palacio provincial norteño, en el valle de Zaña, Lambayeque.
- Manchan. Centro provincial sureño, en el valle de Casma, Ancash, que muestra una fusión e interacción estilística y arquitectónica con el estilo Casma, antecesor del estado Chimú en este valle.
- Pakatnamú. De origen moche que se levanta en el valle de Jequetepeque, en Pacasmayo, en el departamento de La Libertad
- Apurlec. Edificada entre los valles de Motupe y La Leche en el departamento de Lambayeque.
- Paramonga En el valle del río Fortaleza, cerca de Pativilca en el departamento de Lima.

## Organización política

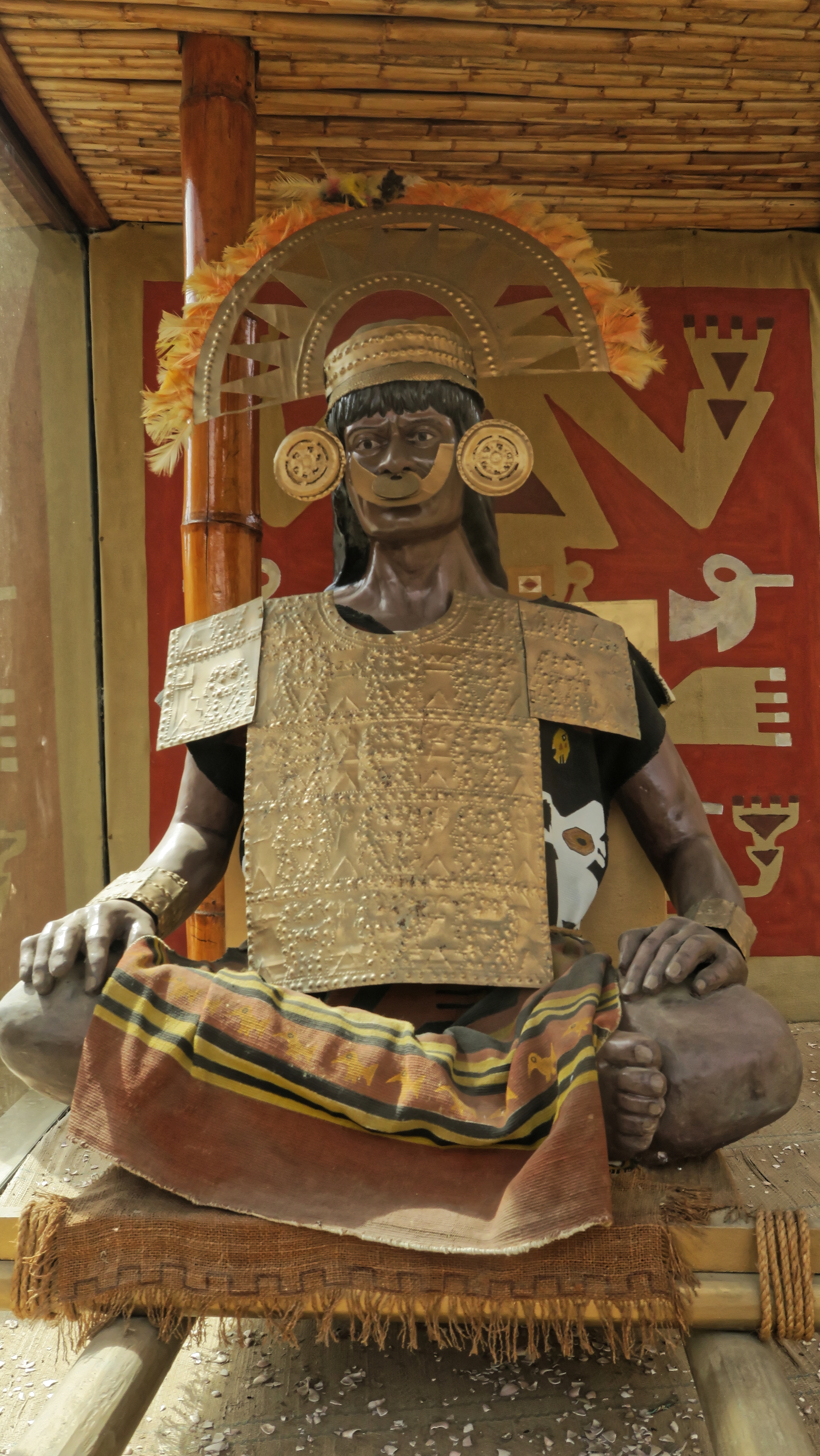
Reconstrucción de un gobernante chimú en su litera.

El señor principal aparece en las crónicas coloniales con el compuesto quechua Chimo Cápac (es decir, ‘señor de Chimo’ en quechua clásico). Algunos han propuesto que el Chimo Cápac habría recibido también el epíteto mochica de çie-quich.[cita requerida] En fuentes coloniales tardías, el título aparece como «el rey Chimo» o de «el Gran Chimú». Este gobernante habría sido tratado como divinidad, fue la máxima autoridad política, militar y religiosa, residía en Chan Chan rodeado de una numerosa corte y ostentoso palacio. Se cree que el “Reino Chimú” tuvo diez gobernantes, pero solo se conocen los nombres de cuatro de ellos: Taycanamo, Guacricur, Ñancempinco y Minchansaman. Este último fue un gran conquistador, llegando al sur hasta las cercanías del triple valle de Chillón-Rímac-Lurín; sin embargo, acabó siendo arrollado por el expansionismo incaico.
Desde el punto de vista político, el Reino chimú puede ser definido como un Estado aristocrático clasista. Contaba con una burocracia de administradores que tenía bajo su control todo el sistema productivo sostenido por los artesanos y los campesinos. El Estado se hizo fuertemente centralizado y se orientó hacia la expansión imperial.
Existieron clases sociales regidas por un estado imperial que había conquistado al reino de Sicán, de Lambayeque. Justamente las leyendas de Naimlap en Sicán y Taycanamo en Chimor transmitían fantásticamente las guerras iniciales por esas tierras. El pueblo pagaba tributo a los gobernantes (en productos o en trabajo). Los señoríos eran controlados por los grandes curacas, generalmente nobles, dueño de tierras y ganados. Los curacazgos estaban en manos de los curacas locales es decir en manos de los líderes de los valles y pueblos sometidos.

## Organización social

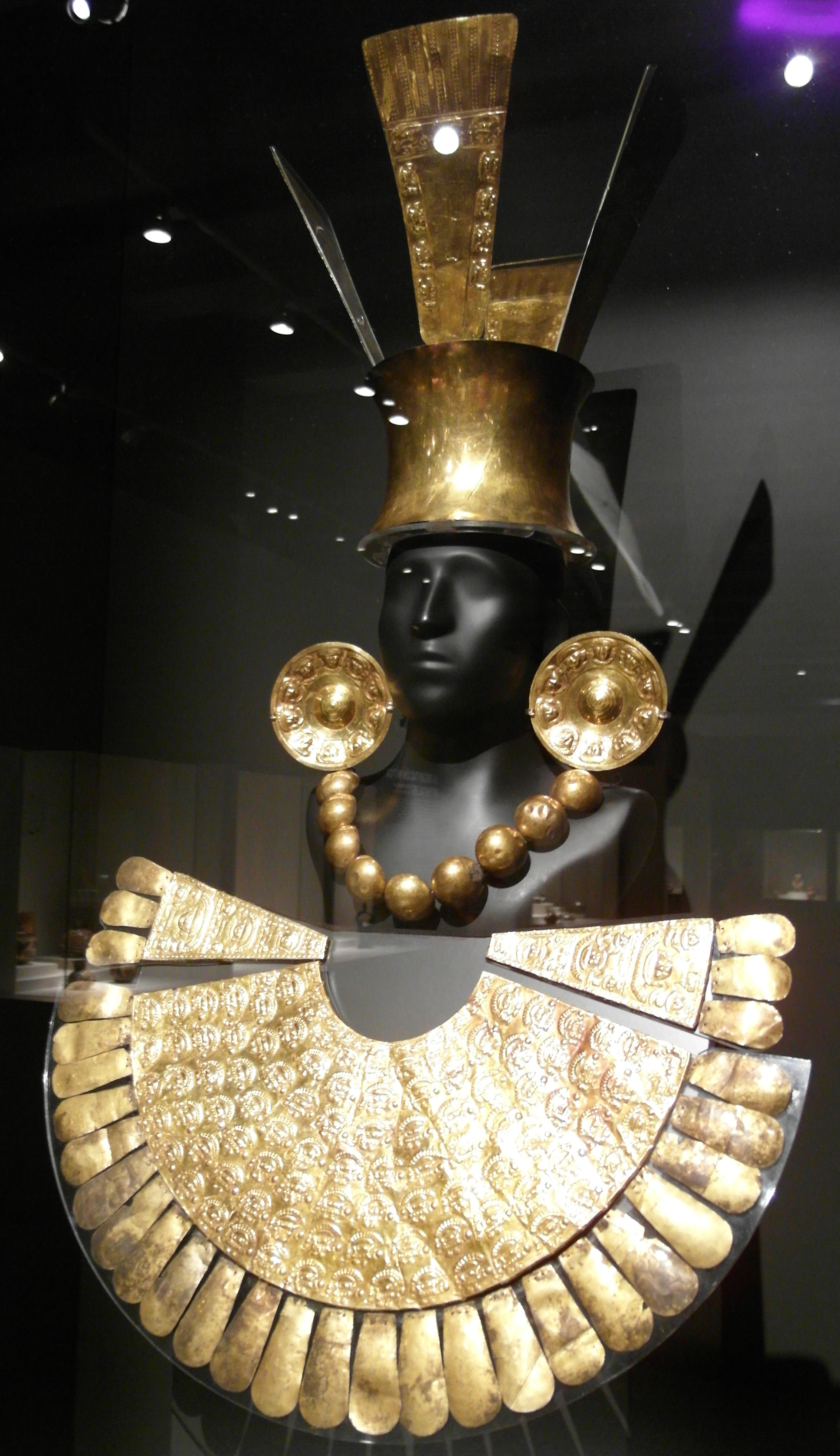
Atuendo ceremonial de oro de un personaje chimú; Museo Larco (Lima).

Era una sociedad teocrática, con profundas diferencias entre sus grupos sociales. 
1. Chimú Capac: Gran señor suprema autoridad política, religiosa y militar. Residía en la capital Chan Chan, en medio de espléndidos palacios y rodeado de una numerosa corte.
2. Curacas, miembros de la nobleza, propietarios de tierras, fungían como jefes locales y de pueblos sometidos.
3. Clase alta media, se beneficiaban de la tierra, poseedores de priviliegios y comodidades.
4. Campesinos, dedicados a la pesca, a la agricultura, a la artesanía y al comercio;
5. Sirvientes, consagrados al servicio del Chimú Capac y Curacas.

## Economía
El sistema económico y social funcionaba por medio de una red de centros urbanos y rurales que se encargaban de recibir y enviar a la capital los tributos obtenidos.
- El control administrativo supremo correspondía a la ciudad capital Chan-Chan; desde allí se manejó, organizó y monopolizó la producción, el almacenamiento, la redistribución y el consumo de bienes y productos.
- Centros administrativos rurales, destinados a recolectar y a administrar. Por ejemplo, Quebrada Catuay.
- Centros provinciales de producción especializada, como Manchán y Casma.
- Predios agrícolas administrado por el Estado, como Cerro La Virgen.
- Aldeas campesinas, como Chorobal.

### Agricultura
Los chimúes basaron su economía en la agricultura a gran escala para lo cual se valieron de una extensa red de canales, muchos de los cuales fueron herencia de las culturas moche y lambayeque. Se tratan de auténticas obras de ingeniería hidráulica, en el que forzosamente debieron aplicar conocimientos de matemáticas y topografía. Los canales, hechos de piedra, seguían la pendiente natural de los cerros y las márgenes de los ríos. Uno de los más impresionantes es el llamado La Cumbre, de 84 km de largo, que llevaba el agua del río Chicama al valle de Moche. Actualmente está en uso solo 17 km, ya que el resto fue paulatinamente abandonado tras la conquista española, pues precisaba de una limpieza continúa que dejó de hacerse. Aprovecharon también el agua del subsuelo, habilitando huachaques o chacras hundidas lo cual permitió cosechar varias veces al año.
Los chimúes cultivaban principalmente maíz, frijol, zapallo, maní, lúcuma, palta, ciruelo del fraile, pacae, caigua, guanábana, algodón.

### Pesca y caza

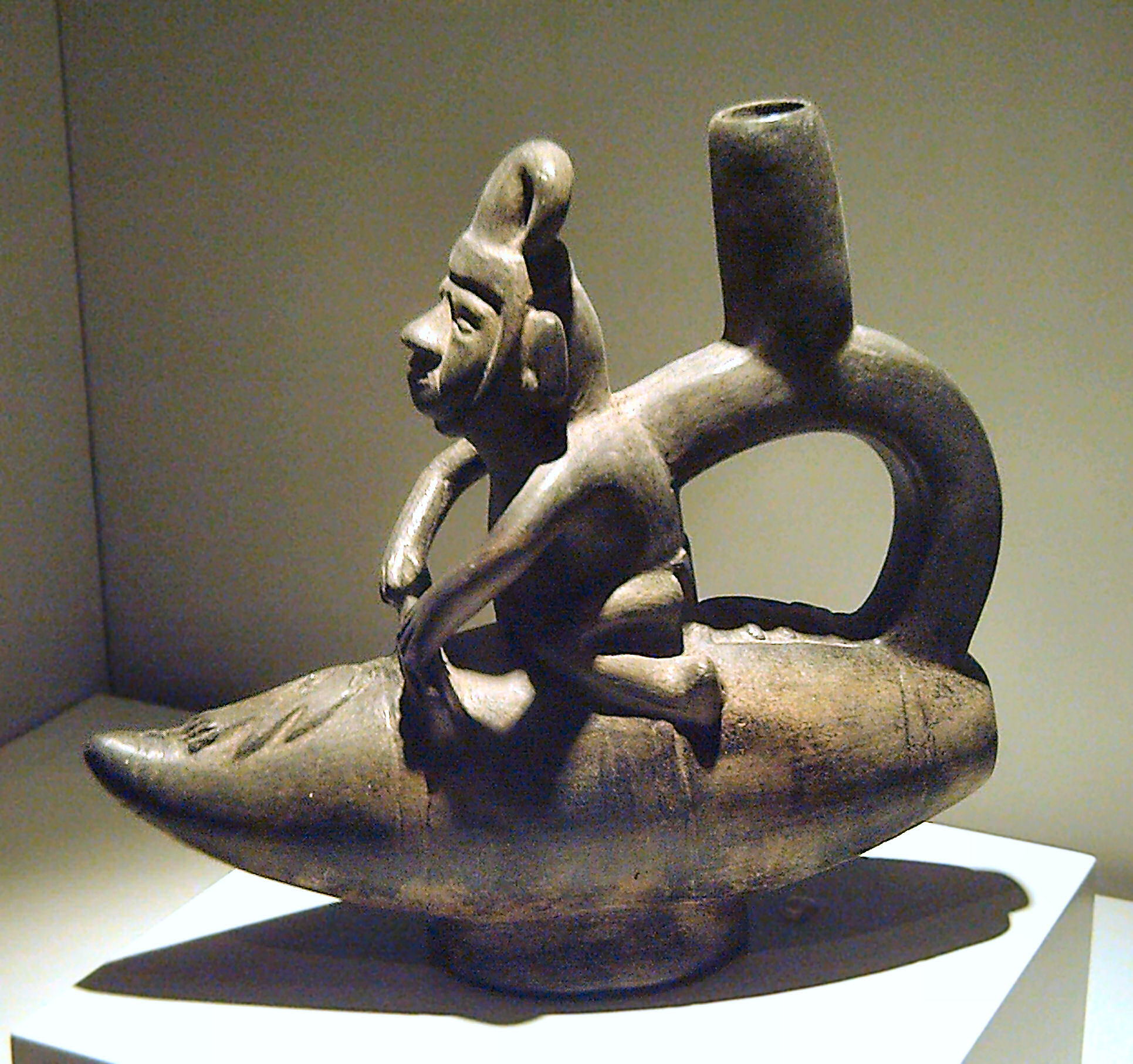
Cerámica chimú: Pescador en un caballito de totora (1100–1400 d. C.). Museo de América (Madrid).

Para la pesca utilizaron canoas o caballitos de totora, que todavía usan los actuales pobladores de Huanchaco. Con estos caballitos de totora se adentraban al mar para la pesca de una gran variedad de peces, para lo cual utilizaban redes sujetadas entre dos embarcaciones o anzuelos. Recolectaban también moluscos marinos, como el choro, la almeja y el caracol. Los productos marinos conformaban la mayor parte de su alimentación de origen animal.
Complementaban su dieta con animales domésticos, como la llama, el pato y el cuy, incluso con aves marinas que sabían guardar en corrales. Y con productos de caza, como el lobo marino y el venado, animal este que está representado con profusión en su arte cerámico. Asimismo, consumían caracoles terrestres y los cañanes o lagartijas del desierto.

### Comercio
Se cree que comerciaban usando monedas (hachitas de bronce).

## Cultura

### Idioma quingnam
El idioma que predominó entre los chimúes fue el quingnam (emparentado con el idioma muchik) como lo denominara el sacerdote Calancha. Como lengua franca hablaban el mochica y un dialecto propio de los pescadores llamado "lengua pescadora" por los misioneros españoles.
El quingnam es un idioma peruano prehispánico desaparecido que en su inicio (antes de la creación del Imperio chimú) fue hablado por la etnia chimú, correspondiente a los antiguos territorios de los mochicas del sur: desde el valle del río Chicama por el norte hasta el valle del río Chao por el sur.
En su momento de mayor auge (gracias a las conquistas chimúes) se habló masivamente desde el río Jequetepeque (por el Norte), hasta Carabayllo, cerca a Lima (por el Sur).
El idioma quingnam se extinguió al poco tiempo de la llegada de los conquistadores. Su rápida extinción se debió básicamente a dos factores:
- El núcleo chimú, Chan Chan, estuvo en las cercanías de la nueva ciudad española de Trujillo;
- La zona de difusión del quingnam era mucho menor al área de influencia del idioma mochica: el quingnam solo era hablado por las élites chimúes en territorios pertenecientes al Imperio chimú. Tumbes, Piura y la mayor parte de Lambayeque eran mochicahablantes.

El quingnam se hablaba masivamente en la faja costera desde río Jequetepeque hasta Huaral o Ancón y, según los más optimistas, hasta el río Chillón (Carabayllo);
- La mayor parte de sus hablantes murieron por las epidemias traídas por los españoles;
- Muchos lo dejaron de hablar por complejos sembrados por los españoles, ya que si la lengua mochica era gutural, el quingnam era muchísimo más gutural y escabrosa;
- Los hablantes de quingnam que sobrevivieron fueron desarraigados de sus lugares nativos llevados a reducciones indígenas (pueblos) creados por los españoles para cobrarles de una manera más fácil el tributo y explotarlos en las haciendas y obrajes de una forma "más eficiente", y;
- El "corazón" del idioma quingnam (donde era más hablado) estaba en la capital del que fue el Imperio chimú: Chan Chan (literalmente: ‘sol sol’, gran sol).[cita requerida] Según los estudiosos tenía una población de 80 000 a 100 000 habitantes (según algunos cálculos, la población del reino entero habría sido de unos 500 000 habitantes). Al hecho de ser despoblado por las autoridades sucedió la castellanización de los quingnam-hablantes que quedaban en un proceso similar al que actualmente ocurre con otras lenguas en el Perú.

### Cosmovisión

#### Divinidades y religión

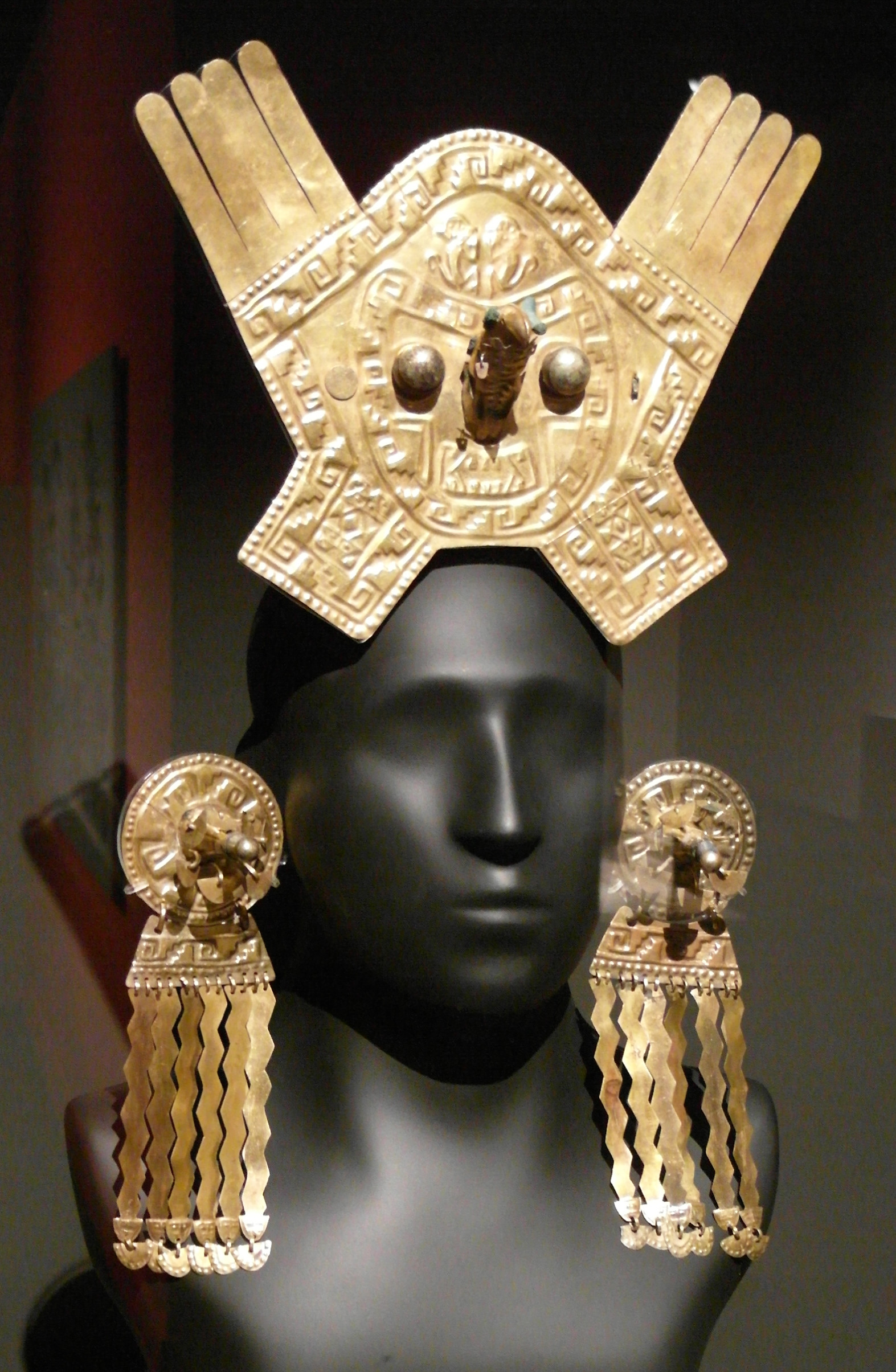
Corona y orejeras chimúes de oro. La corona tiene motivos de felino y ave, las orejeras, de serpientes. Museo Larco.

El culto principal estuvo dedicado a la luna porque consideraban que era más poderosa que el sol puesto que alumbraba de noche, por su influencia sobre el crecimiento de las plantas y su utilización como marcador del tiempo. Se le atribuía el alboroto del mar y las tempestades. Era la visitante del otro mundo y castigadora de los ladrones. Su principal templo se llamaba Si-An (Casa de la Luna) donde se realizaban ritos la primera noche de luna nueva.
Sin embargo en cada poblado además se le rendía culto a otras divinidades.
- Luna
- Mar
- Sol
- Tierra

#### Culto al ancestro
Era un ritual practicado en una plaza ceremonial dedicado a la momia o mallqui, en el cual se representa el paso del ancestro por los tres mundos:
- El mundo de arriba: El mundo celeste, donde habitan los astros y los dioses.
- El mundo de aquí: El mundo terrenal, donde los seres humanos viven y realizan sus actividades.
- El mundo de abajo: El mundo de los muertos, de los niños no nacidos y de todo lo que estaba bajo la superficie de la tierra o el mar. donde se regenera la vida.

#### Sacrificios humanos
En la Huaca de la Luna las tumbas 6 y 7 pertenecían a adolescentes de 13 o 14 años de edad. La tumba 9 pertenece a un niño. Ello evidenciaría que los chimúes sacrificaban niños a sus dioses.
Le ofrecían a la luna el sacrificio de niños menores de cinco años. Sus cuerpos eran envueltos en mantas de algodón de colores, los enterraban en las explanadas de los templos, acompañados con frutas y derramaban chicha sobre la tierra.
En 2019 se encontraron los cadáveres de 227 niños de entre 5 y 14 de años de edad al momento de su sacrificio; se cree fueron sacrificados a los dioses Chimú y que es la mayor masacre infantil hasta hoy conocida.

### Arquitectura
Los restos de su arquitectura ha permitido definir que los gobernantes vivieron en los palacios y recintos monumentales, mientras el pueblo residió en viviendas de quincha con habitaciones pequeñas y fuera de la arquitectura monumental. La decoración de las paredes es sobre la base de frisos modelados en relieve, y en algunos casos, pintada. Los diseños son de figuras zoomorfas, como peces y aves, así como de figuras geométricas, todo policromado. Algunos ejemplos:
- Chan Chan
- Huaca Pintada
- Huaca del Dragón
- La fortaleza de Paramonga
- Apurlec o Purgatorio.
- Farfán
- Cerro de la Virgen
- Quebrada Catuay
- El Milagro de San José
- Quebrada de Oso
- Manchan

#### Chan Chan
Chan Chan es la capital del reino chimú y la residencia del Gran Chimú o soberano, que tenía la categoría de emperador. Abarcaba una superficie de 25 km², lo que lo convierte en una de las ciudades más grandes del mundo en los siglos XV y XVI. Su plano estaba diseñado como los anillos concéntricos de un árbol, salvo en la parte occidental donde hubo una tendencia al arreglo rectilíneo. Se divide en tres sectores:
- Área monumental, conformada por dos tipos de construcciones: 
  - Un grupo de diez ciudadelas o recintos rectangulares de adobe de hasta 9 m de altura y tres m de espesor en las bases. Eran los palacios donde vivían el rey y su familia, así como guardaban sus sepulturas. Por ello se presume que fueron diez los monarcas chimúes, por el número de estos palacios.
  - Una serie de pirámides truncas, con fines ceremoniales (como Huaca Toledo, Las Conchas, Obispo y El Higo).
- Área intermedia, que sería la morada de gente acomodada, que no pertenecía a la nobleza.
- Los Barrios, donde vivían la población trabajadora, en viviendas pequeñas e irregulares.

Se calcula que la población que albergó superaba los 30 000 habitantes.

### Textilería

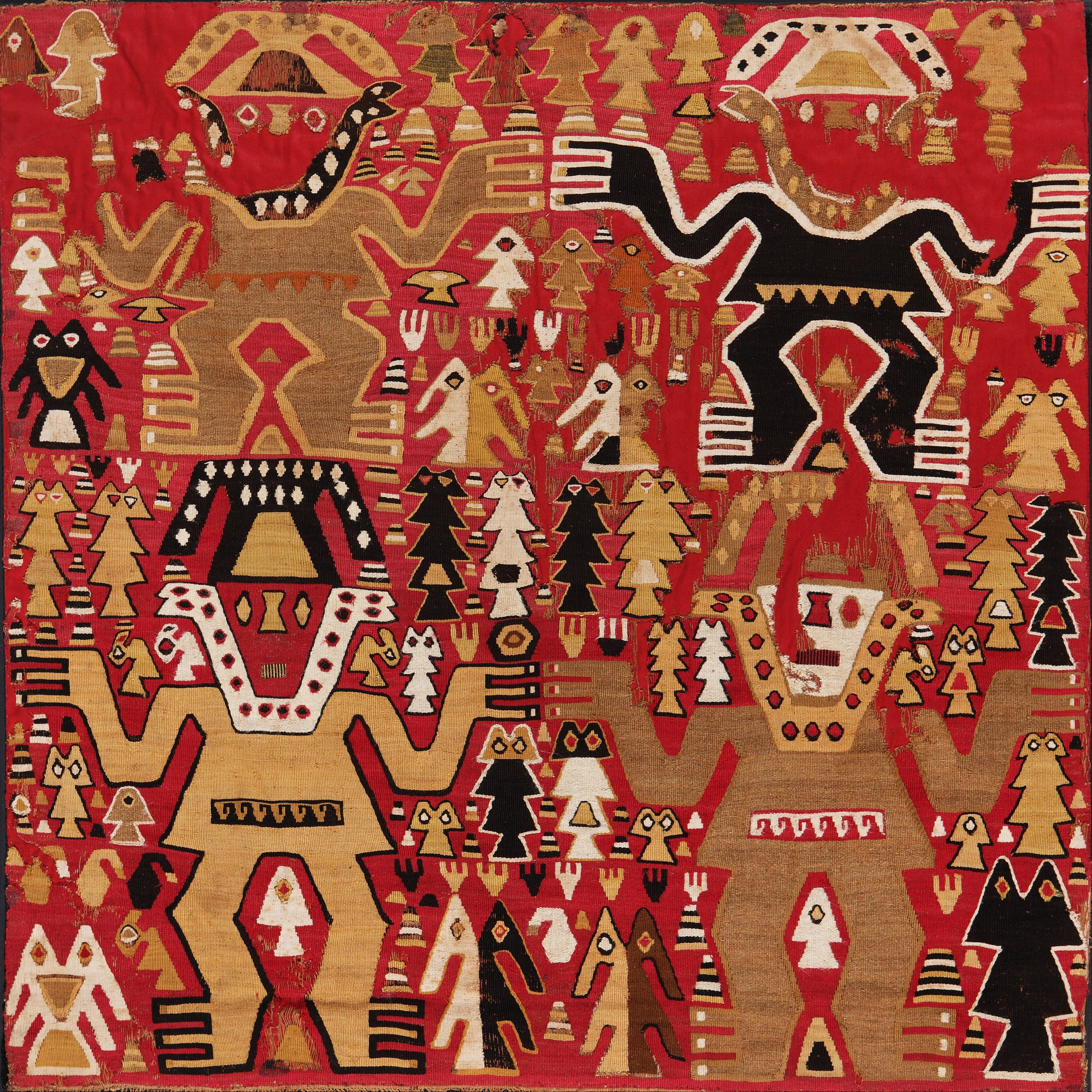
Textil de estilo chimú.

El hilado consiste en la práctica manual y elemental de unir un conjunto de hilos pequeños para poder lograr un hilo largo y continuo. En esta labor inicial de la textilería se utilizaron diversos instrumentos como el huso.
El huso es un instrumento manual confeccionado de una varita pequeña y delgada que generalmente se va adelgazando a ambos extremos; se lo emplea junto a un tortero o piruro que se inserta en la parte inferior para que haga contrapeso.
Se empieza a hilar tomando de la rueca (donde se ha fijado la fibra que se va a hilar) algunas fibras que son fijadas en el huso que se lo hará girar rápidamente entre el pulgar, el cordial y el índice para lograr enrollar y torcer las fibras ininterrumpidas.
Cuando ya se había obtenido los hilos necesarios se empezaba el tejido o sea el entrecruzamiento o combinación de los hilos para hacer las telas.
Los chimúes confeccionaron telas, gasas, brocados, bordados, telas dobles, telas pintadas, etc.
Algunas veces los textiles fueron adornados con plumas y placas de oro y plata; los colorantes se obtuvieron de ciertas plantas que contenían tanino, del molle y del nogal; de minerales como la arcilla ferruginosa y el mordiente de aluminio y de animales como la cochinilla.
Las prendas se confeccionaron de la lana de cuatro animales: el guanaco, la llama, la alpaca y la vicuña y de la planta de algodón nativo que crece en forma natural en siete colores diferentes.
La vestimenta de los chimúes consistió en taparrabos, camisas sin mangas con o sin flecos, pequeños ponchos, túnicas, etc.

### Cerámica
Las cerámicas chimúes cumplieron 2 funciones, como recipientes para uso diario o doméstico y las cerámicas de uso ceremonial o para ofrendas de los entierros. Los primeros fueron elaborados sin mayor acabado mientras los funerarios muestran bastante dedicación.
Las principales características de las vasijas chimúes son una pequeña escultura en la unión del gollete con el arco, su fabricación moldeada para la cerámica ceremonial y modelada para uso diario, su coloración generalmente negro metálico con algunas variantes, su brillo característico se obtenía humeando la vasija que previamente había sido pulida.
También se elaboraron cerámicos de colores claros en pequeñas cantidades.
En la cerámica se han plasmado muchas representaciones realistas como animales, frutos y personajes, así como escenas místicas.

### Metalurgia y orfebrería

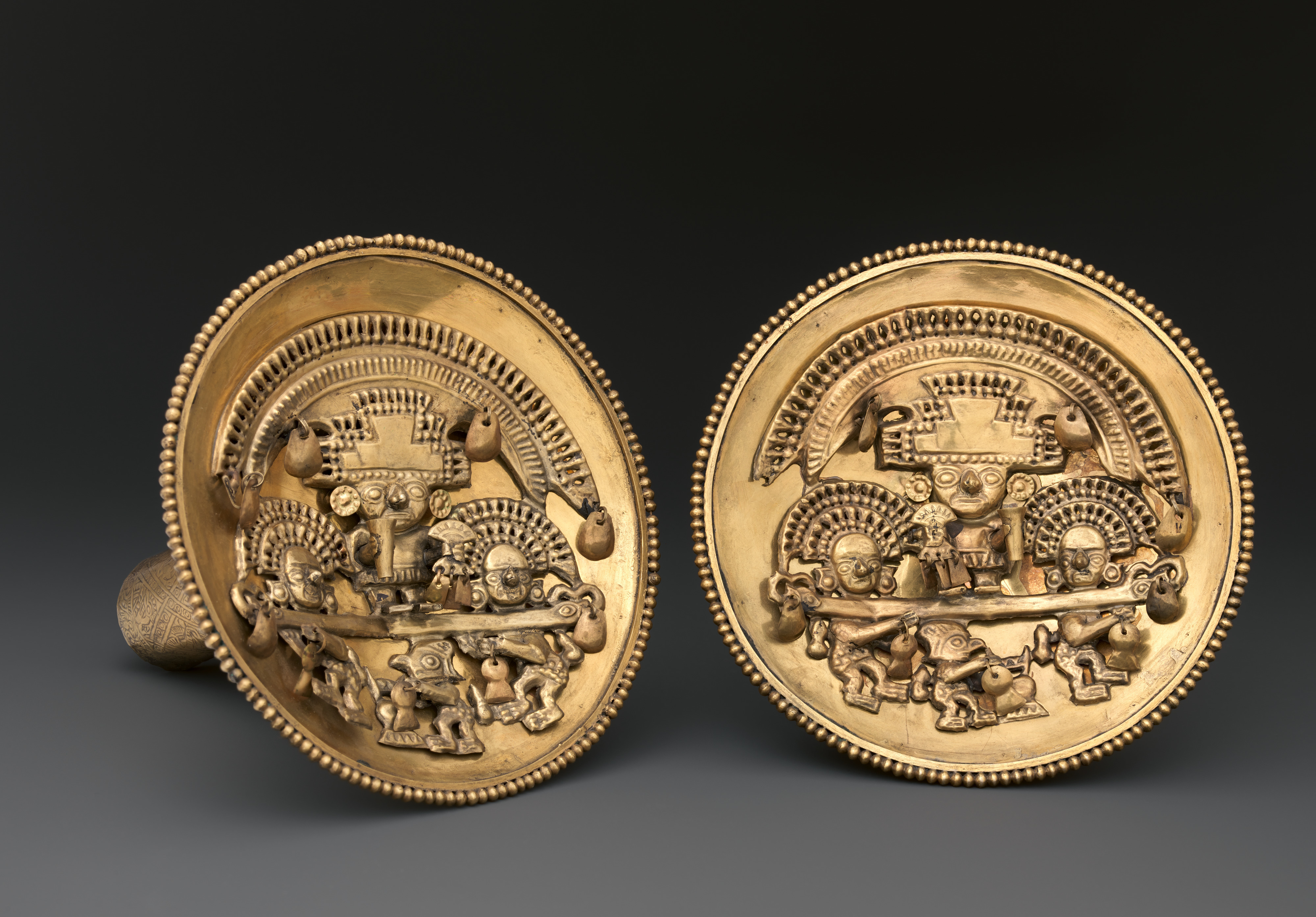
Orejeras de oro chimú con escenas de multifiguras. Museo Metropolitano de Arte.

En metalurgia y orfebrería fueron discípulos de la cultura de Lambayeque. Durante mucho tiempo fueron considerados joyas del arte chimú lo que en realidad pertenecía a los de Lambayeque, como el célebre cuchillo de Íllim.
Es muy posible que los chimúes, al conquistar Lambayeque, trasladaron a los joyeros u orfebres de esta cultura a su capital Chan Chan, para que les iniciaran en dicho arte; posteriormente, los incas harían algo similar, trasladando al Cuzco a los artesanos chimúes para que sirvieran al Imperio. Los espléndidos objetos de orfebrería de oro y plata que tanto asombraron a los conquistadores españoles eran en realidad obra de los orfebres chimúes, que ocupaban un barrio en la capital incaica.
Los chimúes conocieron y desarrollaron importantes técnicas de orfebrería: la fundición, el vaciado a la cera perdida, el martillado, el plateado, el dorado, la soldadura. De los talleres chimúes salían una gran variedad de objetos metalúrgicos, destinados para fines ceremoniales, santuarios y utilitarios. Destacan las máscaras, vasos, pectorales, collares y objetos en miniatura.